# Culex virgultus
Culex virgultus är en tvåvingeart som beskrevs av Theobald 1901. Culex virgultus ingår i släktet Culex och familjen stickmyggor. Inga underarter finns listade i Catalogue of Life.